# Compton (Waverley)
Pour les articles homonymes, voir Compton.
Compton est un ancien village du Surrey, en Angleterre, aujourd'hui banlieue semi-rurale située à 1,6 km à l'est de Farnham, dans le district de Waverley. Compton est relié à Farnham par deux routes urbaines directes à chaussée unique et par des chemins piétonniers le long de la rivière Wey (branche nord), qui marque en partie la limite nord de la zone, ainsi que par la route A31 (en). La zone dépend de Farnham pour la plupart de ses équipements modernes et sa partie orientale est rurale tandis que sa partie occidentale est urbaine, partagée par la Wey qui s'écoule entre les deux vers le sud-est.